# أكبر خان
أكبر خان هو كاتب سيناريو ومنتج أفلام ومؤلف ومخرج وممثل هندي، ولد في 7 يوليو 1949 في الهند.

## وصلات خارجية
- أكبر خان على موقع IMDb (الإنجليزية)
- أكبر خان على موقع ألو سيني (الفرنسية)
- أكبر خان على موقع أول موفي (الإنجليزية)
- أكبر خان على موقع كينوبويسك (الروسية)